# Praat
O Praat é um software utilizado para análise e síntese da fala desenvolvido pelos linguistas Paul Boersma e David Weenink, do Institute of Phonetic Sciences, da Universidade de Amsterdã. Seu foco é a análise do som como ondas, focando em parâmetros como frequência, comprimento, intensidade etc.

## Histórico de versões
| Versão | Data                   | Peculiaridade                                                                  |
| ------ | ---------------------- | ------------------------------------------------------------------------------ |
| 3.1    | 5 de dezembro de 1995  |                                                                                |
| 4.0    | 15 de outubro de 2001  |                                                                                |
| 4.1    | 5 de junho de 2003     | Edição para Mac OS X, mais de 99% do código-fonte distribuído sob licença GPL. |
| 5.0    | 10 de dezembro de 2007 |                                                                                |
| 5.1    | 31 de janeiro de 2009  |                                                                                |
| 6.2    | 15 de novembro de 2021 |                                                                                |